# Wilhelminenhöh
Wilhelminenhöh ist eine Straße in Kappeln an der Schlei im Bundesland Schleswig-Holstein. Die einspurige Straße liegt im Ortsteil Mehlby und stellt die ca. zwei Kilometer lange Verbindungsstraße zwischen den Straßen Röst und Rösterfelde dar. Sie beginnt am westlichen Aus- und Zugang von Kappeln direkt am Gut Roest. In der Mitte der Straße befinden sich zwei Häuser: das ehemals zum Gut Roest zugehörige Försterhaus und ein größeres Herrenhaus. Das Land sowie die beiden Häuser gehören dem Prinzen von Schleswig-Holstein.
Unweit der Häuser befindet sich auf dem Feld die größte Erhebung von Kappeln, die mit 55 Metern über Null verzeichnet ist. Dieser Punkt ist mit zwei dänischen Begrenzungspfählen gekennzeichnet.